# 新井良平
新井 良平（あらい りょうへい、1987年9月1日 – ）は、日本の男性声優。埼玉県出身。青二プロダクション所属。

## 略歴
ゲーム『テイルズ オブ デスティニー』で声優を目指した。
駒澤大学を卒業後、アミューズメントメディア総合学院東京校声優タレント学科に入所。大学3年生の頃、就職活動をしつつ「本当にこれで残りの人生を後悔しないのか？」と考え、声優への道に踏み出すことになった。合格したことの連絡を聞いた時は喜びや不安が多く込み上げてきたが、自身が決意した道に近づけると思ったことからさらに気持ちが引き締ったという。2012年に卒業後、青二プロダクション所属となった。

## 人物
資格・免許は普通自動車免許。
趣味はアクアリウム、プラモデル、カラオケ、ゲーム。

## 出演
太字はメインキャラクター。

### テレビアニメ
2012年
- エリアの騎士（鹿島ユース8番）
- 探検ドリランド（2012年 - 2013年、オバケモンスター、観光客、同級生、門番） - 2シリーズ

2013年
- 京騒戯画（白服、鏡都の住人）
- 黒子のバスケ（遠山和樹）※第2期
- 聖闘士星矢Ω（ロムルス、パラサイトB、パラサイト兵）

2014年
- アオハライド（男子生徒）
- 暴れん坊力士!!松太郎（呼び出し、丸金、サラリーマン、店主）
- オオカミ少女と黒王子（似顔絵屋）
- ディスク・ウォーズ:アベンジャーズ（2014年 - 2015年、カメラクルー、市民、シールド隊員、ヒドラ兵、野球部員 他）
- デュエル・マスターズ VS（2014年 - 2015年、アサシングリード、ジャックポット・バトライザー、龍覇ウルボロフ、グレンモルト、襟斗偉色 他）
- ドラゴンボール改（強盗、男子）※第2期
- ノーゲーム・ノーライフ（観衆）
- ヒーローバンク（生徒B、男B、カチョリーマン、ベンK、時任一獲 他）
- 妖怪ウォッチ（理容師）
- ワールドトリガー（2014年 - 2021年、四ツ谷、生徒、団員、早乙女文史、見物人、佐伯竜司 他） - 3シリーズ
- ONE PIECE（2014年 - 2024年、手下、シマウマ三銃士〈ジョバンニ〉、シャーロット・ニューイチ、Mr.モモラ、コーネリア、S-ホーク 他）
- ONE PIECE “3D2Y” エースの死を越えて! ルフィ仲間との誓い（海兵）

2015年
- 俺物語!!（3組男子D、友人E）
- 戦国無双（家臣B、東軍兵、隊長、兵）
- ちびまる子ちゃん（2015年 - 2023年、照男、祐天寺）
- 電波教師（男A、生徒A、記者C、第1班リーダー）
- ドラゴンボール超（2015年 - 2017年、男、兵士、てんぷら屋店主、スタントマン、記者）
- バトルスピリッツ 烈火魂（2015年 - 2016年、炎利家）
- くつだる。（冴えないくん〈第45話〉、カタムケくん）
- ランス・アンド・マスクス（ドルゴン）

2016年
- 紅殻のパンドラ（チンピラD）
- DAYS（相手チーム）
- デュエル・マスターズ VSRF（2016年 - 2017年、襟斗先輩、モルトNEXT）
- DRIFTERS（重装兵）
- 灰と幻想のグリムガル（ゴブリンC、ゴブリンD、義勇兵、義勇兵D、コボルドD、エルダーコボルドB）
- バトルスピリッツ ダブルドライブ（若者A）
- 美少女戦士セーラームーンCrystal Season III（ダイモーン）
- ONE PIECE 〜ハートオブゴールド〜

2017年
- 終末なにしてますか? 忙しいですか? 救ってもらっていいですか?（ヴィレム・クメシュ）
- UQ HOLDER! 〜魔法先生ネギま!2〜（野和）

2018年
- ゲゲゲの鬼太郎（第6作）（2018年 - 2020年、蒼馬、がんぎ小僧、サトシ、修一、一つ目坊、ウッチー、風ほうこう 他）
- フルメタル・パニック! Invisible Victory（戦術管制官、警察アナウンス、警官C、看守、ミスタ・カッパー 他）
- ONE PIECE エピソードオブ空島（セト）

2020年
- はてな☆イリュージョン（ジーヴス・ウッドハウス〈戦闘形態〉）
- アサティール 未来の昔ばなし（ファーリス）

2021年
- SSSS.DYNAZENON（瓜田） - 2023年に劇場総集編公開
- ポケットモンスター（カツキ）
- D_CIDE TRAUMEREI THE ANIMATION（酒匂裕樹）

2022年
- 佐々木と宮野（暮沢丞）
- 赤ちゃん本部長（岡崎）

2023年
- トニカクカワイイ（谷口先生）
- 『ヒプノシスマイク-Division Rap Battle-』Rhyme Anima +（部長）

2024年
- 月が導く異世界道中 第二幕（岩橋智樹）
- デュエル・マスターズ WIN 決闘学園編（龍覇 グレンモルト）
- 義妹生活（新庄圭介）

2025年
- 不遇職【鑑定士】が実は最強だった（前領主）

### 劇場アニメ
2010年代
- ONE PIECE FILM Z（2012年）
- 楽園追放 -Expelled from Paradise-（2014年、スクラップ屋）
- GAMBA ガンバと仲間たち（2015年、客B）
- ずっと前から好きでした。〜告白実行委員会〜（2016年）
- なぜ生きる 蓮如上人と吉崎炎上（2016年、男性同行）
- 劇場版 マジンガーZ / INFINITY（2018年、防衛隊兵）
- 斗え!スペースアテンダントアオイ（2019年、ネッカチ）

2020年代
- 劇場版 美少女戦士セーラームーンEternal（2021年、ゼオライト）
- 映画 佐々木と宮野ー卒業編ー（2023年、暮沢丞）

### OVA
2010年代
- ヴァンキッシュド・クイーンズ「聖邪蹂躙」（2013年、街の人）
- アオハライド（2014年、英語教師）
- ドリフターズ（2016年、武士） - コミックス第5巻特装版

2022年代
- 佐々木と宮野（2022年、暮沢丞） - コミックス第9巻アニメDVD付特装版

### Webアニメ
2010年代
- 京騒戯画（2011年、白服）
- 美少女戦士セーラームーンCrystal（2014年、男子生徒、先生、兵士、ドロイド兵）
- 聖闘士星矢 黄金魂 -soul of gold-（2015年、村人、アスガルド兵、部下）
- ベイウォーリアーズ サイボーグ（2015年、アル）
- 神酒ノ尊-ミキノミコト-（2018年 - 2019年、玉乃光）
- 聖闘士星矢: Knights of the Zodiac（2019年、ギャング・リーダー、武装勢力）

2020年代
- バトルスピリッツ 赫盟のガレット / ミラージュ（2020年 - 2021年、ブランドン） - 2作品
- テイルズ オブ ルミナリア The Fateful Crossroad（2022年、レオ・フルカード）

### ゲーム
2010年
- ドラゴンコレクション（クーフーリン）

2011年
- Junk Fields（整備兵）
- TERA（ジェリアド・ディアル）

2012年
- モンスター烈伝 オレカバトル（2012年 - 2014年、アヌビス / 冥界神アヌビス）

2013年
- エスカ&ロジーのアトリエ 〜黄昏の空の錬金術士〜（常連）
- 金色のコルダ3 フルボイス Special（今村真澄）
- 下天の華（信行兵、刺客、若武者）
- シャイニング・アーク
- スーパーロボット大戦OG ダークプリズン（バイオロイド兵）
- 討鬼伝（ミタマボイス）
- 信長の野望・創造（島津家久）
- マブラヴ オルタネイティヴ トータル・イクリプス（執事）

2014年
- 影牢 〜ダークサイド プリンセス〜（ジャン）
- 金色のコルダ3 AnotherSky feat.至誠館（林原勇次）
- 黒子のバスケ 勝利へのキセキ
- スーパーヒーロージェネレーション（レギオン）
- スーパーロボット大戦OGサーガ 魔装機神F COFFIN OF THE END
- ヒーローバンク2（時任一獲）
- FANTASY HERO〜unsigned legacy〜（オブリス・フォルテガード）※ダウンロード専用

2015年
- 金色のコルダ3 フルボイス Special（今村真澄）※3DS
- CLOSERS（ソウタ・オノウエ）
- 新甲虫王者ムシキング（秋山クリオ、イスルギ）
- スーパーロボット大戦BX
- 第3次スーパーロボット大戦Z 連獄篇 / 天獄篇（コード：ブルー） - 2作品
- 大正×対称アリス
- MÚSECA（アクセル・レッドブランド）
- 龍が如く0 誓いの場所
- ワールド エンド エクリプス（ヨニアス）

2016年
- イースVIII -Lacrimosa of DANA-（リヒト）
- SDガンダム GGENERATION GENESIS
- 仮面ライダー バトライド・ウォー創生
- スーパーロボット大戦OG ムーン・デュエラーズ（ビルゴー・ベルチャー）
- テイルズ オブ ベルセリア

2017年
- スーパーロボット大戦V
- 拡張少女系トライナリー（小金井聖翔）
- テイルズ オブ リンク（セスク）
- NOeSIS 歌う影の戯曲（鹿倉時雨）
- ゼノブレイド2

2018年
- CARAVAN STORIES（ポワトト）
- 北斗が如く
- スーパーロボット大戦X（イオリ・アイオライト）
- フルメタル・パニック！ 戦うフー・デアーズ・ウィンズ
- 白猫プロジェクト（レイガ）
- 仮面ライダー クライマックススクランブル ジオウ

2019年
- JUMP FORCE（アバターボイス）
- スーパーロボット大戦T（イオリ・アイオライト 他）
- ブレイドエクスロード（ライド・ベルフォード）

2020年
- ドラゴンボールZ カカロット
- プロ野球 ファミスタ 2020（ファイガ）
- ひめひび Another Princess Days 〜White or Black〜（皇千晴）

2021年
- 戦国無双5（中村一氏）
- スーパーロボット大戦30
- テイルズ オブ ルミナリア（レオ・フルカード）

2022年
- デジモンサヴァイブ（クネモン）
- ゼノブレイド3（2022年 - 2023年、ノア、エヌ）
- ドラゴンボール ザ ブレイカーズ（サバイバー）

2023年
- OCTOPATH TRAVELER II（スキラッチ）
- サクライグノラムス（ゴンザ）
- 龍が如く7外伝 名を消した男

2024年
- 聖剣伝説 VISIONS of MANA（ウィル・オ・ウィスプ）

### ドラマCD
2013年
- シスコイ!!2（店員）

2014年
- only you,only（男）
- セブンスドラゴン 2020&2020-II（作業員）
- バロックナイト ドラマCD#1 Voice of Baroque:天使追憶（アストラルレイヤー）

2015年
- 君色ストーリア Season1 〜片想いの恋〜（高樹健太郎）

2018年
- 佐々木と宮野（2018年 - 2020年、暮沢丞）
  - 月刊コミックジーン2月号付録、11月号付録
  - 佐々木と宮野、佐々木と宮野Vol.2

### 吹き替え

#### 映画
- LIVE!（観客 他）

#### ドラマ
- 雲が描いた月明り（キム・ユンソン〈ジニョン〉）
- 初恋は初めてなので（ソ・ドヒョン〈ジニョン〉）※Netflix版
- 御史とジョイ（ラ・イオン〈オク・テギョン（2PM）〉）

### ナレーション
- タモリ・中居のドラマチック・リビングルーム（フジテレビ）※番宣VTRナレーション
  - タモリ・中居のガチでイイのに!?〜ドラマチック・リビングルーム〜DRAMATIC LIVING ROOM【第3弾】（2012年10月8日）
- 中居正広の金曜日のスマイルたちへ（TBSテレビ）

### ボイスオーバー
- スッキリ!!（日本テレビ放送網）

### ラジオ
※はインターネット配信。
- みんなの作文（ニッポン放送）※朗読
- &CAST!!!アワー 竹本英史・新井良平のLOVE❤︎SAKE by神酒ノ尊（2019年 - 2020年、超!A&G+※・&CAST!!!※）[50]

### ラジオドラマ
- 青山二丁目劇場（文化放送）
  - 「絶対友情探偵」（2013年2月11日・リリース第355号） - 警備員 役[51]
  - 「湘南330」（2013年4月29日・リリース第365号） - 六郎 役[52]
  - 「父の背中に」（2013年6月24日・リリース第373号） - 見物客 役[53]
  - 「母に似た人」（2013年7月15日・リリース第377号） - 九官鳥 役[54]
  - 「じゃんけん最強決定戦」（2014年4月14日・リリース第417号） - チョキ 役[55]
  - 「俺とお前の主従関係」（2014年12月1日・リリース第449号） - 佐藤 役[56]
  - 「お気に入りの人形」（2014年12月8日・リリース第450号） - 相川 役[57]
  - 「美人OLの通信簿」（2015年01月26日・リリース第457号） - 一ノ瀬亮太郎 役[58]
- キャイ〜ンのおのれっ、この・・・傾奇者がぁ〜!!（TBSラジオ）[59]
  - 「義風堂々 直江兼続 -前田慶次月語り-」 - 盗賊、他 役
- 染めQビジネス劇場（ニッポン放送） - 専務 役

### その他コンテンツ
- バトスピ エクストリームゲーム（2017年 - 、赤のガーディアン）
- 日本酒キャラクタープロジェクト『神酒ノ尊-ミキノミコト-』（2018年、玉乃光〈たまのひかり〉[60]）
- JUMP j BOOKS　SPY×FAMILY　家族の肖像  Audible版 – 完全版　(2023年12月　朗読)

## ディスコグラフィ

### キャラクターソング
| 発売日        | 商品名           | 歌 | 楽曲                 | 備考                                   |
| ------------- | ---------------- | --- | -------------------- | -------------------------------------- |
| 2020年7月24日 | 春夏秋冬、宵の宴 | 越乃寒梅（高橋広樹）、玉乃光（新井良平）、澤乃井（松風雅也）、金亀（竹本英史）、れいざん（阿座上洋平）、出羽桜（三浦祥朗）、國稀（高城元気）、獺祭（猪股慧士） | 「春夏秋冬、宵の宴」 | 『神酒ノ尊-ミキノミコト-』テーマソング |

### シリーズ一覧
1. ↑  第1作（2012年）、第2作『-1000年の真宝-』（2013年）
2. ↑  1stシーズン（2014年 - 2015年）、2ndシーズン（2021年）、3rdシーズン（2021年）